# Vanessa Marshall
Vanessa Marshall (Nueva York, 19 de octubre de 1969)  es una actriz de voz estadounidense que principalmente se dedica a poner su voz en películas, dibujos animados y videojuegos. Es hija de la actriz Joan Van Ark y del reportero John Marshall.

## Carrera
Antes de su carrera como actriz de voz, asistió a la Universidad de Princeton, con especialización en inglés. Luego asistió a la escuela de posgrado en la Escuela de Artes Tisch de la Universidad de Nueva York, donde obtuvo una maestría en actuación y aprendizaje de diferentes dialectos, a lo que Marshall atribuye haberla ayudado en su carrera de locutora. Comenzó a actuar con su  voz después de ser descubierta por un agente de doblaje durante una actuación en solitario, donde interpretaba a 15 personajes diferentes. Uno de sus papeles más conocidos es su voz para el personaje de Hera Syndulla en Star Wars Rebels. Repitió el papel en Star Wars: The Bad Batch.
En julio de 2021, describió a Hera como un «personaje femenino fuerte e icónico», dijo que reunió todos los elementos de su vida en su voz al interpretar a Hera y argumentó que Hera se convirtió en una inspiración para ella. En una entrevista de abril de 2016 declaró que aportaba sus «convicciones y.… corazón abierto» a cada sesión en la que grababa como Hera, incluido su estudio de artes marciales, y dijo que la película original de Star Wars de 1977 tuvo un "gran impacto" en ella. En otra entrevista, en marzo de 2016, dijo que «dedicó en secreto» su interpretación de Hera a su padre, que es piloto, notó su uso del idioma francés en el programa y bromeó diciendo que Sabine Wren era su "personaje favorito" en Rebels.

## Vida personal
Estuvo casada con el locutor y rapero Andrew Kishino de 2001 a 2007. Durante su matrimonio, fundaron Marsh-Kish Productions, una productora de locución; decidió mantener el nombre de la empresa ya que los dos siguieron siendo amigos después de su divorcio. Ambos han aparecido como personajes principales en The Spectacular Spider-Man. Su actuación en esto ha sido comparada con la de su madre en la serie Spider-Woman de la década de 1970.

## Filmografía

### Actuación de voz

#### Animación
| Año                  | Tíyulo                                                                | Papel(s) | Notas                                         | Ref.   |
| -------------------- | --------------------------------------------------------------------- | --- | --------------------------------------------- | ------ |
| 1999                 | Cow and Chicken                                                       | Beautician, Store Assistant, Store Attendant                                                                                       | Episodio: "Mall Cop"                          | [ 9 ]  |
| 1999                 | The Brothers Flub                                                     | Voces adicionales |                                               |        |
| 2001                 | Johnny Bravo                                                          | Trucker, Airport Announcer | Episodio: "A Johnny Bravo Christmas"          | [ 9 ]  |
| 2001–07              | The Grim Adventures of Billy & Mandy                                  | Irwin, varias voces |                                               | [ 9 ]  |
| 2002                 | Time Squad                                                            | Cleopatra | Episodio: "Shop Like an Egyptian"             |        |
| 2002                 | The Zeta Project                                                      | Virtual Operator | Episodio: "Wired"                             | [ 9 ]  |
| 2002                 | Justice League                                                        | Lipstick Lady | Episodio: "Fury"                              | [ 9 ]  |
| 2003–05              | Duck Dodgers                                                          | Vanity Automaton, The New Cadet, Waitress, Women, Dandy Boy Blue                                                                   | 3 episodios                                   | [ 9 ]  |
| 2004                 | The Powerpuff Girls                                                   | Gal, Teller | Episodio: "Mo' Linguish/Oops, I Did It Again" |        |
| 2005                 | What's New, Scooby-Doo?                                               | Danica LeBlake | Episodio: "Ready to Scare"                    |        |
| 2005                 | W.I.T.C.H.                                                            | Eleanor Brown |                                               |        |
| 2006                 | Ben 10                                                                | Tini, Diamondhead (Gwen), Cannonbolt (Gwen), Four Arms (Gwen), Policewoman                                                         | 3 episodios                                   | [ 9 ]  |
| 2008–2009            | The Spectacular Spider-Man                                            | Mary Jane Watson, Rosie Thompson                                                                                                   |                                               | [ 9 ]  |
| 2009                 | Wolverine and the X-Men                                               | Vertigo | Episodio: "eXcessive Force"                   |        |
| 2010                 | Black Panther                                                         | Dora Milaje, Madame, Female Cannibal                                                                                               | Miniseries                                    | [ 9 ]  |
| 2010                 | Batman: The Brave and the Bold                                        | Poison Ivy, Katrina Moldoff / Batwoman                                                                                             | 2 episodios                                   | [ 9 ]  |
| 2010–2011            | Sym-Bionic Titan                                                      | Tiffany, Kristin, Xeexi, Girl |                                               |        |
| 2010–2012            | The Avengers: Earth's Mightiest Heroes                                | Black Widow, Madame Hydra, Anaconda, Waitress, S.H.I.E.L.D. Computer, A.I.M. Computer, Hydra Computer, Civilian Woman              |                                               | [ 9 ]  |
| 2010–2013            | Fish Hooks                                                            | Mouse, Shiloh, Female Crowd Member                                                                                                 |                                               | [ 9 ]  |
| 2011–2013, 2019–2022 | Young Justice                                                         | Black Canary, Red Inferno, Amanda Spence, Noor Harjavti, Ursa / Emerald Empress, Ida Berkowitz, Illona DeLamb-Markov, Soranik Natu | 19 episodios                                  | [ 9 ]  |
| 2012                 | Green Lantern: The Animated Series                                    | Galia | 2 episodios                                   | [ 9 ]  |
| 2013                 | Ben 10: Omniverse                                                     | Drew Saturday | Episodio: "T.G.I.S."                          | [ 9 ]  |
| 2014                 | Breadwinners                                                          | Intercom Lady | Episodio: "Thug Loaf/Mine All Mine"           | [ 9 ]  |
| 2014–18              | Star Wars Rebels                                                      | Hera Syndulla |                                               | [ 9 ]  |
| 2014–18              | Avengers Assemble                                                     | Medusa, Meagan McLaren, Hela |                                               | [ 9 ]  |
| 2015–17              | Regular Show                                                          | Toothpick Sally, Jessica, Penny, Jolene, Martyka, varias voces                                                                     |                                               | [ 9 ]  |
| 2015–17              | Pig Goat Banana Cricket                                               | Mary Louise Pizzagut, Melba, Brad, Brady, JR Kyle, varias voces                                                                    |                                               | [ 9 ]  |
| 2015–19              | Guardians of the Galaxy                                               | Gamora, Meredith Quill, Crystal, varias voces                                                                                      |                                               | [ 9 ]  |
| 2016                 | Archer                                                                | Actress | Episodio: "Bel Panto: Part 1"                 |        |
| 2016–17              | Uncle Grandpa                                                         | Voces adicionales |                                               |        |
| 2016–2020            | Ben 10                                                                | Queen Bee | 5 episodios                                   |        |
| 2017                 | Bravest Warriors                                                      | Josephine Kirkman, Conductor | Episodio: "Dan of Future Past"                |        |
| 2017                 | The Loud House                                                        | Tina, Waitress | Episodio: "Back Out There/Spell It Out"       |        |
| 2017                 | Be Cool, Scooby-Doo!                                                  | Ms. Blackwhite, Tiny Tim, Mom |                                               | [ 9 ]  |
| 2017                 | Lego Star Wars: The Freemaker Adventures                              | Hera Syndulla, Dial Tone |                                               |        |
| 2017                 | Lego Marvel Super Heroes - Guardians of the Galaxy: The Thanos Threat | Gamora |                                               | [ 9 ]  |
| 2017–18              | Stretch Armstrong and the Flex Fighters                               | Madame Tousant |                                               | [ 9 ]  |
| 2017–18              | Star Wars Forces of Destiny                                           | Hera Syndulla, Vendor |                                               |        |
| 2017–18              | The Powerpuff Girls                                                   | Voces adicionales |                                               |        |
| 2018                 | Rise of the Teenage Mutant Ninja Turtles                              | Voces adicionales |                                               | [ 9 ]  |
| 2018                 | Lego Star Wars: All-Stars                                             | Hera Syndulla, Customer |                                               | [ 9 ]  |
| 2019                 | Victor and Valentino                                                  | Lechuza | Episodio: "The Boy Who Cried Lechuza"         | [ 9 ]  |
| 2019–21              | Final Space                                                           | Invictus, Helper Hula (2nd time)                                                                                                   |                                               |        |
| 2019–present         | Harley Quinn                                                          | Joey, Wonder Woman, Giganta, Reporter, Teller                                                                                      |                                               | [ 9 ]  |
| 2020                 | Star Wars: The Clone Wars                                             | Rook Kast | 2 episodios                                   |        |
| 2020–present         | Rick and Morty                                                        | Voces adicionales |                                               |        |
| 2021                 | Star Wars: The Bad Batch                                              | Hera Syndulla | 2 episodios                                   | [ 10 ] |
| 2022                 | Tales of the Jedi                                                     | Village Elder | Episodio: "Justice"                           | [ 11 ] |

#### Películas
| Year | Title                                                              | Role                                                        | Notes                                    |
| ---- | ------------------------------------------------------------------ | ----------------------------------------------------------- | ---------------------------------------- |
| 2000 | Supernova                                                          | Sweetie                                                     |                                          |
| 2005 | The Golden Blaze                                                   | Honohan, Pharmacist Mom, Cindy, TV News Anchor, Goon Boy #1 | Direct-to-video                          |
| 2006 | Dr. Dolittle 3                                                     | White Hen, Tan Hen                                          | Direct-to-video                          |
| 2007 | Billy & Mandy's Big Boogey Adventure                               | Irwin, Pirate                                               | Television film                          |
| 2007 | Billy & Mandy: Wrath of the Spider Queen                           | Irwin                                                       | Television film                          |
| 2007 | Ben 10: Secret of the Omnitrix                                     | Myaxx, Salesperson                                          | Television film                          |
| 2008 | Justice League: The New Frontier                                   | Mala                                                        | Direct-to-video Credited as Amazon Woman |
| 2008 | Underfist: Halloween Bash                                          | Irwin                                                       | Television film                          |
| 2009 | Garfield's Pet Force                                               | Vetvix                                                      | Direct-to-video                          |
| 2010 | Dante's Inferno: An Animated Epic                                  | Lust Minion #2, Frozen Prisoner                             | Direct-to-video                          |
| 2010 | Justice League: Crisis on Two Earths                               | Wonder Woman                                                | Direct-to-video                          |
| 2011 | Snowflake, the White Gorilla                                       | Female Newscaster                                           | English dub Direct-to-video              |
| 2012 | Strange Frame                                                      | Chandra Childs                                              | Uncredited                               |
| 2013 | Justice League: The Flashpoint Paradox                             | Wonder Woman                                                | Direct-to-video                          |
| 2016 | Batman: Bad Blood                                                  | Renee Montoya                                               | Direct-to-video                          |
| 2016 | Rogue One                                                          | Voces adicionales                                           |                                          |
| 2016 | Lego DC Comics Super Heroes: Justice League – Gotham City Breakout | Poison Ivy                                                  | Direct-to-video                          |
| 2018 | Lego DC Comics Super Heroes: The Flash                             | Poison Ivy                                                  | Direct-to-video                          |
| 2018 | Teen Titans Go! To the Movies                                      | Vault Voice                                                 | [ 9 ]                                    |
| 2020 | Superman: Red Son                                                  | Wonder Woman                                                | Direct-to-video                          |
| 2022 | Earwig and the Witch                                               | Bella Yaga                                                  | English dub                              |

#### Videojuegos
| Año  | Título                                                    | Papel | Notas                |
| ---- | --------------------------------------------------------- | --- | -------------------- |
| 1998 | Dune 2000                                                 | Narrator |                      |
| 2000 | The Lion King: Simba's Mighty Adventure                   | Nala |                      |
| 2001 | Metal Gear Solid 2: Sons of Liberty                       | Olga Gurlukovich | [ 9 ]                |
| 2002 | James Bond 007: Nightfire                                 | Car Computer |                      |
| 2002 | Star Wars Jedi Knight II: Jedi Outcast                    | Jan Ors | [ 9 ]                |
| 2002 | Metroid Prime                                             | Samus Aran | [ 9 ]                |
| 2002 | Emperor: Battle for Dune                                  | Filmbook, Unit Response Voice |                      |
| 2003 | Dino Crisis 3                                             | Sonya | [ 9 ]                |
| 2003 | Freedom Fighters                                          | Voces adicionales | [ 13 ]               |
| 2003 | True Crime: Streets of LA                                 | Voces adicionales | [ 14 ]               |
| 2003 | James Bond 007: Everything or Nothing                     | Computer |                      |
| 2003 | SOCOM II U.S. Navy SEALs                                  | HQ |                      |
| 2004 | Fallout: Brotherhood of Steel                             | Wasteland Prostitute, Raider Matron |                      |
| 2004 | Wrath Unleashed                                           | Aenna | [ 9 ]                |
| 2004 | Onimusha 3: Demon Siege                                   | Vega Donna | [ 9 ]                |
| 2004 | Painkiller                                                | Catherine, Eve |                      |
| 2004 | Shrek 2                                                   | Wicked Witch, Cinderella, Grandma | [ 9 ]                |
| 2004 | Forgotten Realms: Demon Stone                             | Zhai, Female Elf #1, Elven Villager |                      |
| 2004 | Shark Tale                                                | Additional Tenant Fish |                      |
| 2004 | EverQuest II                                              | Various |                      |
| 2004 | Viewtiful Joe 2                                           | Rachel | [ 9 ]                |
| 2004 | Painkiller: Battle Out of Hell                            | Eve |                      |
| 2004 | Star Wars: Knights of the Old Republic II: The Sith Lords | Master Lonna Vash, Terlyn, Iziz Citizen, Mercenary, Settler, Telosian, TSF Lieutenant                                                        |                      |
| 2005 | Shadow of Rome                                            | Ancanas | [ 9 ]                |
| 2005 | Guild Wars                                                | Additional Voices |                      |
| 2005 | Advent Rising                                             | Olivia Morgan |                      |
| 2005 | The Incredible Hulk: Ultimate Destruction                 | Mercy | [ 9 ]                |
| 2005 | Ultimate Spider-Man                                       | Female Pedestrian | Uncredited           |
| 2005 | Viewtiful Joe: Red Hot Rumble                             | Sprocket, Rachel, Tsukumo | [ 9 ]                |
| 2005 | Crash Tag Team Racing                                     | Adult Female | [ 9 ]                |
| 2005 | Gun                                                       | Homesteader's Wife |                      |
| 2005 | True Crime: New York City                                 | | [ 15 ]               |
| 2005 | Need for Speed: Most Wanted                               | Secondary Officer #5 | [ 9 ]                |
| 2005 | Kingdom Hearts II                                         | Nala | [ 9 ]                |
| 2006 | Dead Rising                                               | Additional Voices |                      |
| 2006 | Saints Row                                                | Stilwater's Residents |                      |
| 2006 | The Grim Adventures of Billy & Mandy                      | Irwin | [ 9 ]                |
| 2006 | The Legend of Spyro: A New Beginning                      | Sparx's Mother | [ 9 ]                |
| 2006 | Justice League Heroes                                     | Huntress | [ 9 ]                |
| 2006 | Agatha Christie: Murder on the Orient Express             | Antoinette Marceau | [ 9 ]                |
| 2006 | Metal Gear Solid: Portable Ops                            | Eva | [ 9 ]                |
| 2007 | Spider-Man 3                                              | Jean DeWolfe | [ 9 ]                |
| 2007 | Pirates of the Caribbean: At World's End                  | Wenches, Townsfolk |                      |
| 2007 | Conan                                                     | Additional Voices |                      |
| 2007 | Mass Effect                                               | Saphyria, Businesswoman | Uncredited           |
| 2007 | Universe at War: Earth Assault                            | Masari Figment, Female Civilian #3 |                      |
| 2007 | No More Heroes                                            | Naomi | [ 9 ]                |
| 2008 | Lego Batman: The Videogame                                | Poison Ivy, Catwoman |                      |
| 2008 | Too Human                                                 | Female Civilian #1 |                      |
| 2008 | Madagascar: Escape 2 Africa                               | Additional Voices |                      |
| 2009 | Prototype                                                 | Karen Parker | [ 9 ]                |
| 2009 | Bionic Commando                                           | Emily Spencer | [ 9 ]                |
| 2009 | Ghostbusters: The Video Game                              | Additional Voices |                      |
| 2009 | Ratchet & Clank Future: A Crack in Time                   | Dr. Nefarious Computer Voice | [ 9 ]                |
| 2010 | Mass Effect 2                                             | Ereba, Nef, Colonist, Citadel Advertisement Asari, Tennekont Advertisement                                                                   |                      |
| 2010 | Metal Gear Solid: Peace Walker                            | Strangelove | [ 9 ]                |
| 2010 | Shrek Forever After                                       | Witches |                      |
| 2011 | Ratchet & Clank: All 4 One                                | Pepper Fairbanks | [ 9 ]                |
| 2011 | Star Wars: The Old Republic                               | Master Bela Kiwiiks, Alauni, Chaney Barrow, Daizanna, Ensign Rosha, Kayla Perlis, Komi, Master Injay, Master Sumalee, Voss Pilgrim, Yana-Ton |                      |
| 2012 | Armored Core V                                            | Regan Stratford, AC Pilot | [ 16 ]               |
| 2012 | Mass Effect 3                                             | Officer Jordan Noles, Captain Lee Riley, Ereba, Additional Voices                                                                            |                      |
| 2012 | Diablo III                                                | Additional Voices | Also Reaper of Souls |
| 2012 | Guild Wars 2                                              | Additional Voices |                      |
| 2012 | Doom 3: BFG Edition                                       | Computer, Bernice F. Tooley, Additional Voices                                                                                               |                      |
| 2013 | Young Justice: Legacy                                     | Black Canary, Killer Frost | [ 9 ]                |
| 2013 | Lightning Returns: Final Fantasy XIII                     | Additional Voices |                      |
| 2014 | The Lego Movie Videogame                                  | Additional Voices |                      |
| 2015 | Infinite Crisis                                           | Wonder Woman |                      |
| 2015 | Heroes of the Storm                                       | Kerrigan |                      |
| 2015 | Metal Gear Solid V: The Phantom Pain                      | Strangelove | [ 9 ]                |
| 2016 | Hitman                                                    | Supporting Cast, Trailer Narrator |                      |
| 2017 | Injustice 2                                               | Black Canary | [ 9 ]                |
| 2017 | Marvel vs. Capcom: Infinite                               | Gamora | [ 9 ]                |
| 2018 | Marvel Powers United VR                                   | Crystal, Gamora, Madame Hydra | [ 9 ]                |
| 2018 | Lego DC Super-Villains                                    | Black Canary, Grail |                      |
| 2019 | Mortal Kombat 11                                          | Sheeva | [ 17 ]               |
| 2019 | Marvel Ultimate Alliance 3: The Black Order               | Gamora | [ 9 ]                |
| 2020 | Final Fantasy VII Remake                                  | Additional Voices |                      |
| 2020 | Star Wars: Squadrons                                      | Hera Syndulla | [ 9 ]                |
| 2020 | Star Wars: Tales from the Galaxy's Edge                   | Master Sylwin |                      |
| 2021 | Star Wars: Tales from the Galaxy's Edge- Last Call        | Master Sylwin |                      |
| 2022 | Marvel's Midnight Suns                                    | Sara / Caretaker | [ 9 ]                |
| 2023 | Justice League: Cosmic Chaos                              | Wonder Woman, Blue Snowman, Grace | [ 18 ] [ 9 ]         |
| 2023 | Mortal Kombat: Onslaught                                  | Sonya Blade, Sheeva | [ 19 ]               |

### Audiolibros
| Año  | Título             | Papel           |
| ---- | ------------------ | --------------- |
| 2015 | Rain of the Ghosts | Judith Vendeval |

### Acción en vivo
| Año  | Título                                             | Papel                 | Notas                                |
| ---- | -------------------------------------------------- | --------------------- | ------------------------------------ |
| 1994 | Law & Order                                        | Veronica              | Episodio: "Blue Bamboo"              |
| 1999 | City Guys                                          | Assistant             | Episodio: "Movin' on Up"             |
| 2000 | Jack Frost 2: Revenge of the Mutant Killer Snowman | Bloody Girl           | Direct-to-video                      |
| 2001 | Scrubs                                             | Becky                 | Episodio: "My Best Friend's Mistake" |
| 2007 | The Bold and the Beautiful                         | Dispatcher            | 1 episodio                           |
| 2017 | Jane the Virgin                                    | Latina Lover Narrator | Episodio: "Chapter Sixty-Five"       |